# 李晏榕
李晏榕（1980年3月23日—），現任民主進步黨性別平等事務部主任、李晏榕律師事務所主持律師，曾任民進黨發言人、不當黨產處理委員會兼任委員。出生於臺北市，曾代表社會民主黨參與2016年立法委員選舉落敗。
2019年2月15日辭去黨產會委員，出任民進黨發言人，後於2020年4月辭任。

## 經歷
李晏榕之父為前友達光電董事長李焜耀。國立臺灣大學法律系及社工系雙主修畢業，2005年通過律師高考，並於2008年赴法国就讀社会科学高等学院。2013年取得社會科學高等學院社會學碩士（性別研究專修）及巴黎第十大学人權法碩士學位。返回台灣後，開始執行律師業務並投入公益活動。
2014年6月間，在前司法院大法官許玉秀所召集的模擬憲法法庭活動中，擔任聲請方的訴訟代理人，該次模擬憲法法庭釋憲標的為同性婚姻議題，最後該模擬憲法法庭判決宣告禁止同性婚姻為違憲。隨後，李晏榕又義務代理一對女同志當事人「大龜（王淑儀）與周周（周書綺）」，依民法「繼親收養」規定，向法院聲請讓大龜收養周周所生的兒子，並仍維持該未成年子女和周周的母子關係，社福專業機構兒福聯盟評估報告，雖然認為收養「對兒童有實際利益」，但法院仍在2015年3月間以「民法所謂『夫妻』係指一男一女」、「婚姻關係係由一男一女組成」以及「多元成家方案尚未能凝聚共識」、「收養將對兒童造成負面影響」為由裁定駁回，李晏榕除為當事人提出抗告外，也表示未來若仍遭駁回，將聲請大法官釋憲，「我們現在已經在準備了，但目前大法官的成員，對於性別意識仍然保守」。李晏榕認為，司法應該要獨立於輿論之外，並且成為推動社會前進的力量，「但目前我們在一審看不到這個情形」。
2016年8月31日，加入甫成立的不當黨產處理委員會，成為兼任委員之一。2019年2月15日辭職，出任民進黨發言人。4月與香港籍電子工程師Val結婚。
2025年8月，李宣佈兩人已於5月辦理離婚。

## 選舉紀錄
| 年度 | 選舉屆數           | 選舉區           | 所屬政黨                | 得票數 | 得票率 | 當選標記 | 備註 |
| ---- | ------------------ | ---------------- | ----------------------- | ------ | ------ | -------- | ---- |
| 2016 | 第九屆立法委員選舉 | 臺北市第三選舉區 | 綠社 綠黨社會民主黨聯盟 | 23,706 | 12.34% |          |      |

## 相關書籍

### 期刊
- 王如玄、李晏榕. . 臺灣高等法院檢察署 出版. 2007年1月.

### 個人書籍
- 王如玄、莊喬汝、李晏榕. . 書泉出版. 2008年4月. ISBN 978-986-121-381-1.

## 外部連結
- 李晏榕Facebook粉絲專頁